# Franz Kupelwieser

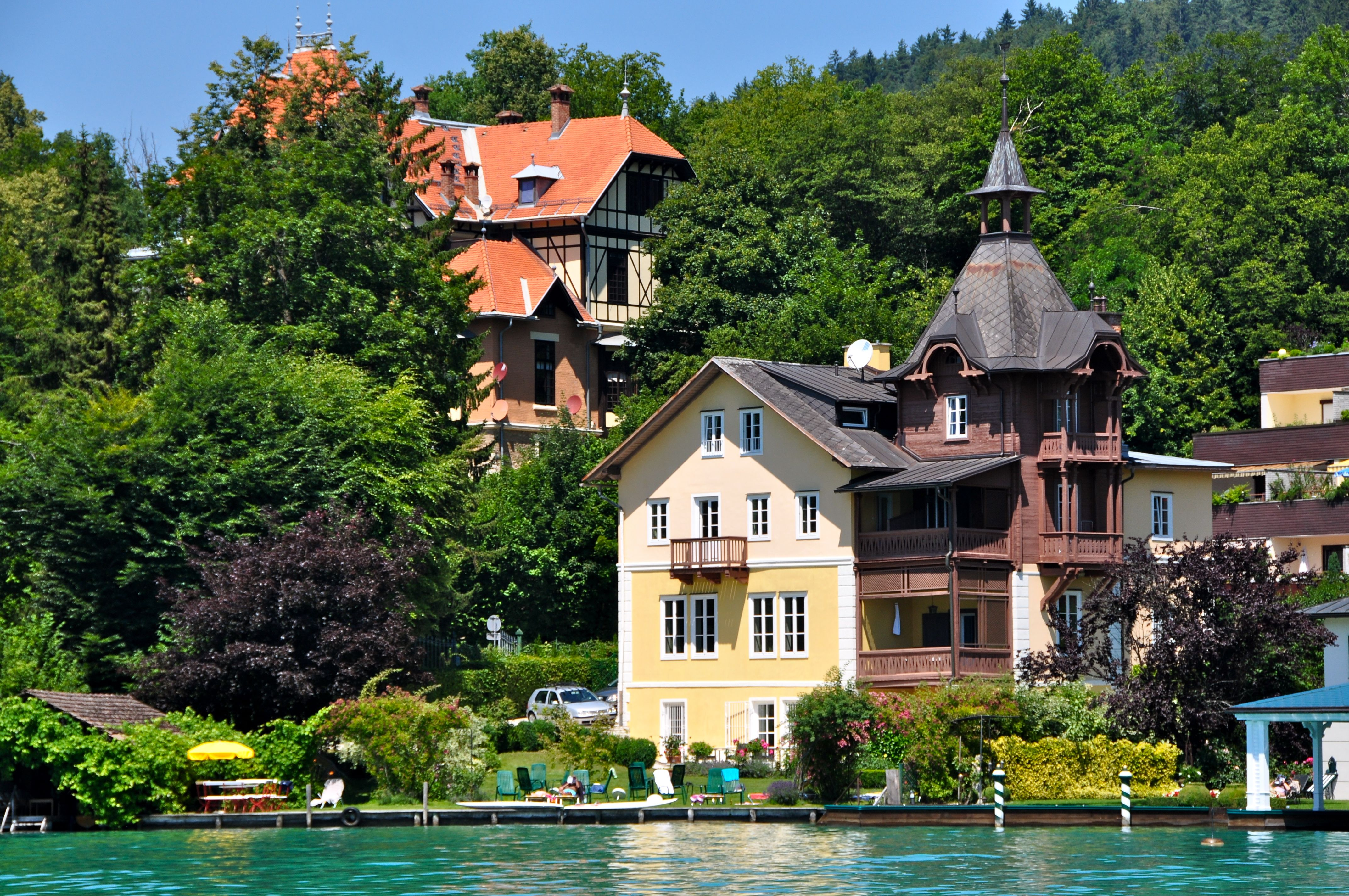
Villa Elli an der Pörtschacher Hauptstraße 119

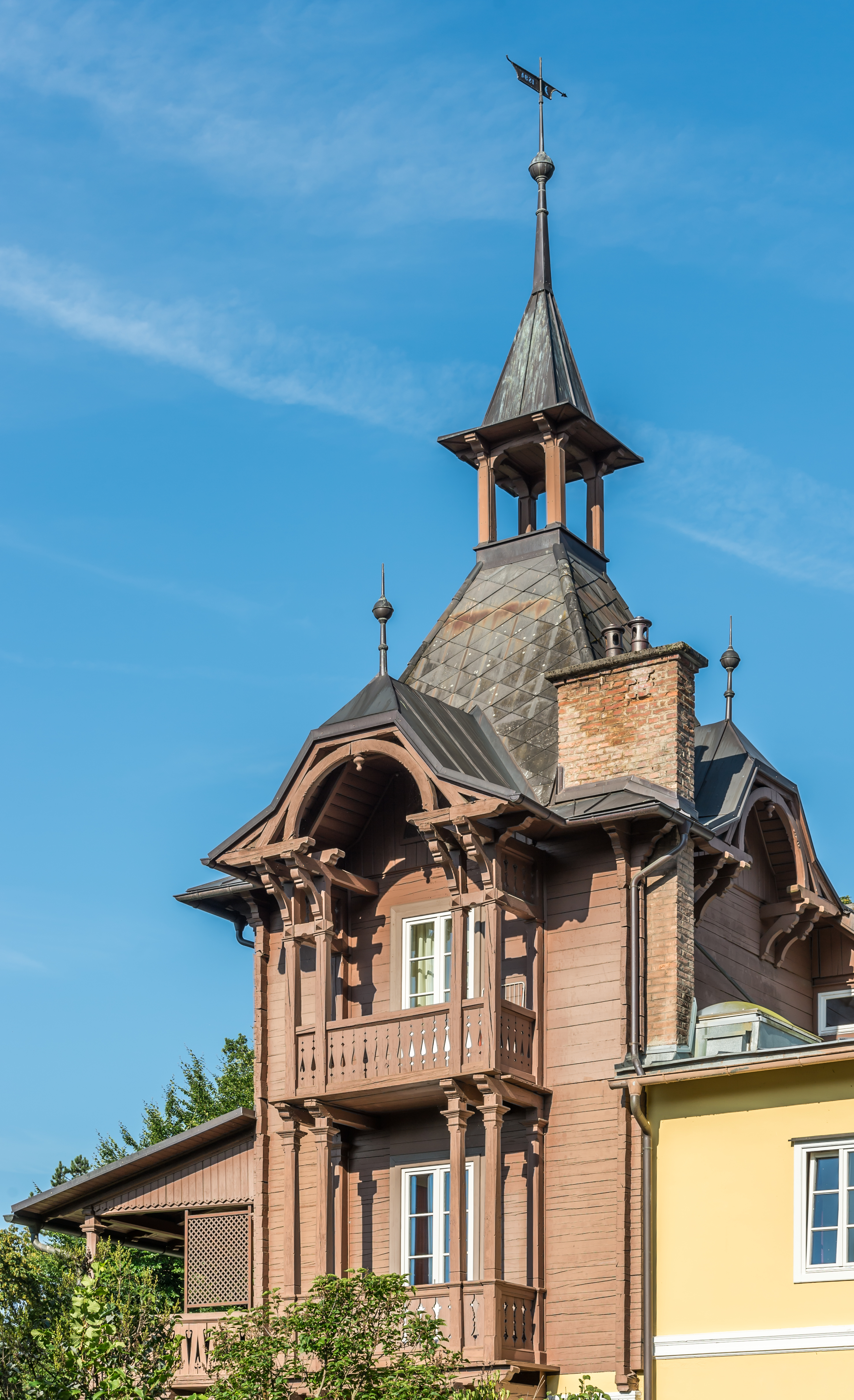
Holzturm der Villa Elli in Pörtschach

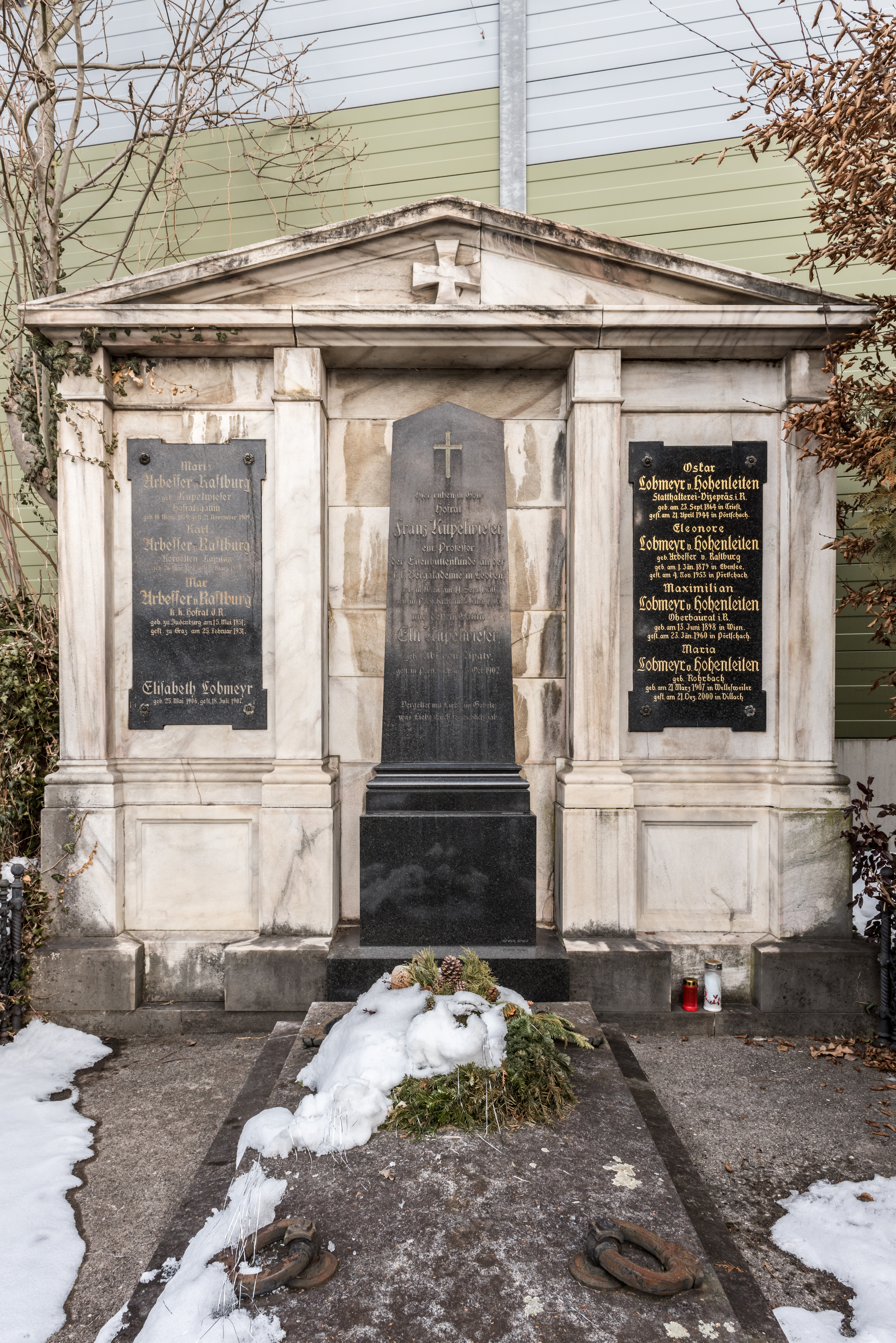
Familiengruft auf dem Pörtschacher Ortsfriedhof

Franz Kupelwieser (* 14. September 1830 in Wien; † 5. August 1903 in Pörtschach am Wörther See) war ein österreichischer Montanist.

## Leben
Der Montanist Franz Kupelwieser ist ein Sohn des Malers Leopold Kupelwieser und kam am 14. September 1830 in Wien auf die Welt. Dort besuchte er auch das Gymnasium. Da den jungen Mann das Montanwesen interessierte, belegte er 1850 einen zweijährigen Fachkurs an der Montanlehranstalt in Leoben. Kupelwieser blieb dann bis 1856 an dieser Ausbildungsstätte. Er war 26 Jahre alt, als er als Hüttenmeister und leitender Ingenieur in den Banat ging. In den darauffolgenden Jahren gründete er mit der Adeligen Elli Abt von Apaty den Hausstand. 1862 beendete Kupelwieser sein Arbeitsverhältnis beim Eisenwerk Reschitza, weil er eine Berufung an die nunmehrige Bergakademie in Leoben erhalten hatte. Der 32-Jährige wurde zum Oberhüttenmeister ernannt und unterrichtete in der Folge als Dozent Hüttenkunde. 1866 übernahm er die Vorlesungen in Eisenhüttenkunde. Der Professor machte sich in Fachkreisen rasch einen Namen und trat bei den Weltausstellungen als Berichterstatter und Juror auf. Wir finden ihn bei den Ausstellungen in Wien (1873), Philadelphia (1876), Paris (1878), Triest (1882) und Antwerpen (1885).
Wann und aus welchem Grund sich die Familie in Pörtschach am Wörther See niederließ, konnte nicht eruiert werden. Die Tochter Marie hatte unterdessen den späteren Oberbergrat und Hofrat Max Arbesser von Rastburg geehelicht und war 1879 mit dem Mädchen Eleonore und 1881 mit dem Sohn Karl niedergekommen.
Der Professor zählte zu den angesehensten Villenbesitzern und saß in der Kurkommission, die die Nachfolgerin des örtlichen Verschönerungsvereines war. Der Kurarzt Alfred Leopold (16. September 1852 – 21. September 1933), der einer der Pioniere der Tourismuswirtschaft war, veröffentlichte 1908 ein Erinnerungsbüchlein, in dem er feststellte: „Letztere (die angesehensten Villenbesitzer) beteiligten sich auch an der Zusammenstellung des Gemeindeausschusses, welcher zur Zeit seiner Glanzperiode Namen wie Se. Exzellenz Ladislaus Graf Hoyos (d. Ä.) ... Hofrat Professor Franz Kupelwieser ... angehörten, welche sich in der Kurkommission auf das rühmlichste hervortaten.“
In den Studienjahren 1875/76 und 1876/77 war Kupelwieser Direktor der Lehranstalt. Nach Einführung der Rektoratsverfassung wurde Franz Kupelwieser 1895 der erste gewählte Rektor in Leoben. In der zweiten Hälfte der 1890er Jahre saß Kupelwieser als Vertreter der Leobener Handelskammer, deren Sekretär er nebenberuflich war, im Reichsrat. Er gehörte der deutschfortschrittlichen Partei an. Vor der Jahrhundertwende trat er in den Ruhestand. Es waren ihm nur noch vier Lebensjahre gegönnt. Im Oktober 1902 verlor er seine Frau. Sie wurde auf dem in einer Mulde angelegten neuen Pörtschacher Ortsfriedhof zu Grabe getragen. Franz Kupelwieser folgte ihr am 5. August 1903 mit 72 Jahren im Tode nach; er wurde an der Seite seiner Frau zur letzten Ruhe gebettet.
Die Familiengruft nimmt den höchsten Punkt des Geländes ein und zählt zu den großen Grabmälern des Gartens der Ruhe. Der gleichnamige Sohn Franz Kupelwieser d. J. war beim Tode seiner Eltern Eisenwerksdirektor. Seine am 10. März 1859 geborene Schwester Marie starb am 21. November 1909, ihr am 15. Mai 1851 geborener Mann Max Arbesser von Rastburg am 21. Februar 1931. Dessen Vorfahren waren 1817 geadelt worden. Der beiden am 26. Mai 1881 geborener Sohn Karl Arbesser von Rastburg war Korvetten-Kapitän und starb am 5. März 1920. Seine Schwester Eleonore (1. Januar 1879 – 4. November 1953) heiratete den Bezirkshauptmann und späteren Statthaltereivizepräsidenten Oskar Lobmeyr (23. September 1864 – 21. April 1944), der 1916 mit dem Prädikat von Hohenleiten geadelt wurde. Das Paar verbrachte seinen Lebensabend in Pörtschach am Wörther See. Sohn Max Lobmeyr von Hohenleiten wurde am 13. Juni 1898 in Wien geboren und starb als Oberbaurat am 23. Januar 1960 in Pörtschach am Wörther See.